# Skara brandmuseum
Skara brandmuseum är en byggnad vid Skaraborgsgatan 27 i Gamla staden i Skara. Byggnaden, som uppfördes som spruthus under 1700-talet, är byggnadsminne sedan den 9 oktober 1964.

## Historia
Byggnaden uppfördes troligen på 1700-talet, då den ersatte det tidigare spruthuset på domkyrkans gård. Dess övre del härrör dock från 1800-talets förra hälft. Brandmuseet har i äldre tider använts som sprutbod och under drygt 40 år, intill renoveringen 1949, som smedja. Från 1949 används huset som museum.

## Beskrivning
Skara brandmuseum ligger mitt i staden på norra sidan om Skaraborgsgatan i korsningen med Östra Kungshusgatan. Huset ligger på en liten plats med små gräsmattor och träd på dess fram- och baksida. Närmast byggnaden finns ett parti med kullersten, två infarter till byggnaden har en stenläggning av kalksten. Huset är uppfört av tegel på en sockel av gråsten. År 2006 omputsades det med en slätputs som färgats i en brun eller beigeaktig kulör. Tidigare har huset under en period varit spritputsat. Södra långsidan har två stickbågiga körportar med bräddörrar med rombmönster. Gavlarna har lunettfönster, den västra gaveln därtill ett stickbågigt fönster med tre fönsterlufter med tre rutor vardera. Huset har ett skiffertäckt sadeltak.

## Museet
I museet finns gammal utrustning från brandkåren i Skara, bland annat vattensprutor, släckningsvagnar, fotografier, telegrafer, brandskåp, brandvarnare, slangar och brandsläckare. Räddningstjänsten förevisar museet vid intresse och när tid finns.